# Red Special

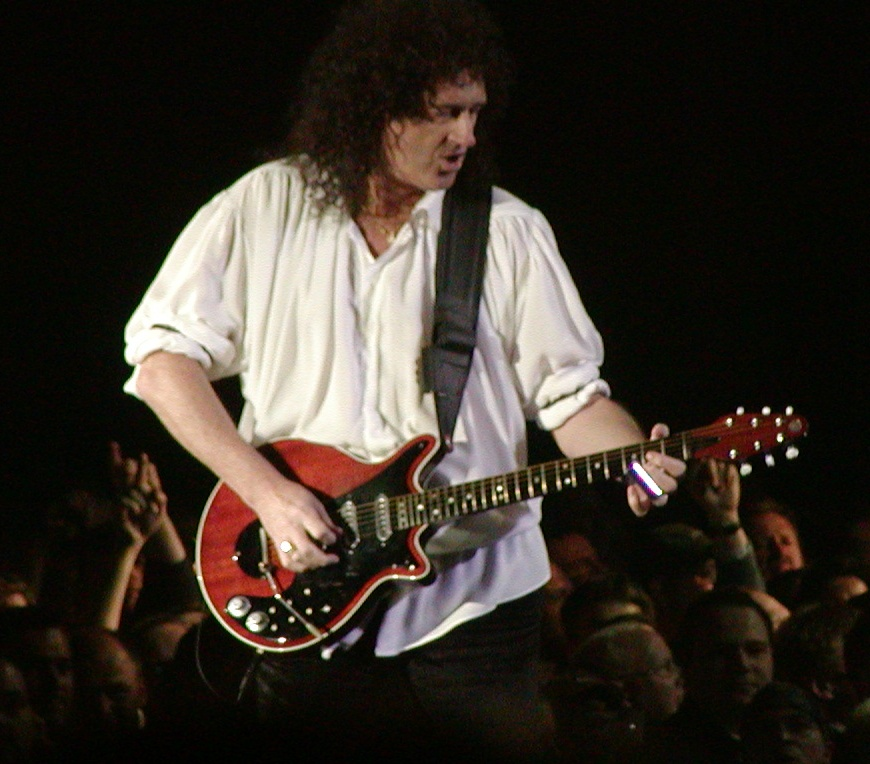
Brian May amb la seva guitarra, la Red Special en un concert al 2005

La Red Special (o la Fireplace), és la guitarra de Brian May, mític guitarrista del grup de rock Queen. La guitarra va ser construïda pel mateix Brian May, ajudat pel seu pare, el 1963, quan encara no podia comprar-se les guitarres que volia. La Red Special va acompanyar en Brian durant totes les gires i és la guitarra que se sent en tots els discos de Queen.
Amb motiu del 50è aniversari de l'instrument, Brian May va publicar un llibre sobre la construcció i la seva història: Brian May’s Red Special: The Story of the Home-Made Guitar that Rocked Queen and the World, escrit per ell mateix i per Simon Bradley.
La guitarra no és només un model únic dissenyat pel mateix May, sinó que també té un so magnífic i molt personal, fet que la fa única al món.
El nom de "Red Special" ve degut al color vermell de la guitarra. El sistema de circuits inventat pel mateix Brian May permet una gamma de més de 20 combinacions de so diferents.

## Construcció

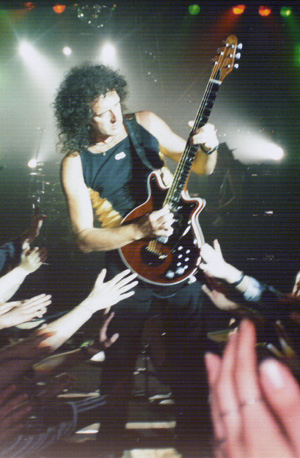
Brian May tocant amb la rèplica de Greg Fryer la Red Special "John" (The Fryer logo al claviller) a Varsòvia, 1998.

A més, aquesta guitarra li va sortir per molt pocs diners, el cost total de la Red Special va ser de només de 8 lliures esterlines, gràcies, en gran part, al fet que els materials utilitzats els va obtenir d'andròmines velles que tenia per casa.
- La fusta del masteler la hi va donar un amic de la família que s'anava a desfer d'una xemeneia de caoba.[1]

- Per als marcadors en el mànec va utilitzar uns vells botons.

- Va fabricar un sistema de trèmol utilitzant molls a repulsió, en comptes de tracció, com en totes les guitarres d'aquesta època.

- Va dissenyar un sistema de pont amb rodes per tal d'evitar la fricció de les cordes amb el pont i, al mateix temps, ajudant que les mateixes tornin a la seva posició original i evitant així que la guitarra es desafini després d'usar el trèmol.[1]

- Va modificar les pastilles Burns Tri-Sonic que havia comprat, rebobinant-les i emplenant-les amb epoxy per a evitar sons microfònics en ells mateixos.

- Va connectar les seves pastilles en sèrie, agregant interruptors per a invertir la fase, d'aquesta manera aconseguia molts més sons a la seva guitarra que qualsevol altra guitarra de l'època (on les quals estan connectades en paral·lel), ja que així pot usar qualsevol tipus de combinació amb les pastilles.

## Variants i restauració
A finals dels 90, l'australià Greg Fryer va restaurar la Red Special arreglant els petits i grans problemes que tenia la guitarra a causa del desgast, i la va deixar gairebé com a nova. També va fabricar-ne 3 còpies (que Brian va batejar amb els noms de George, John i Paul): en va lliurar dos a Brian i ell (Paul) se'n va quedar una.
El 2004, el luthier anglès Andrew Guyton va començar la fabricació de 50 còpies de la Red Special. Quaranta en vermell (pel 40è aniversari de la guitarra) i 10 en verd (a en Brian li agradaven molt les rèpliques de Guild fetes en aquest color).
A principis del 2006, la guitarra va ser novament objecte de millores; s'hi va instal·lar un nou jack i fins i tot es va reemplaçar el trast 0.